# Armen Mkrtchyan
Armen Mkrtchyan (n. 6 octombrie 1973, Vedi, Republica Sovietică Socialistă Armeană, URSS) este un luptător ce a reprezentat Armenia, medaliat olimpic. A participat la o ediție a Jocurilor Olimpice (1996) în care a câștigat o medalie de argint.

## Participări
Lista de mai jos prezintă principalele competiții la care a participat Armen Mkrtchyan de-a lungul carierei.
- wrestling at the 1996 Summer Olympics – men's freestyle 48 kg[*]